# AVV FIT
AVV FIT (Amsterdamse Voetbal Vereniging FIT) is een amateurvoetbalclub uit Amsterdam. FIT is opgericht op 22 januari 1923. De thuiswedstrijden worden gespeeld op “Sportpark Drieburg” aan de Weespertrekvaart in de Watergraafsmeer. De club heeft alleen een zondagafdeling.
De club deelt het terrein met zaterdagvereniging ASV Wartburgia.
Vanaf 2016/17 speelt de vereniging zonder standaardelftal bij de mannen. Het eerste vrouwenvoetbalelftal komt uit in de vierde klasse. Voor het seizoen 2022/23 had AVV FIT elf mannenteams in de reservecompetitie ingeschreven, twee JO23-teams en daarnaast nog drie vrouwenteams.
De voorzitters van AVV FIT zijn Ben Klumperbeek en Rick Boenink.

## Geschiedenis

### Ontstaan van de club
Een aantal vrienden richtte in 1923 een voetbalclub op in de Jacob van Campenstraat. De Pijp was toen de bakermat van FIT. Ze noemden de club aanvankelijk De Germaan, maar er moest een nieuwe naam voor de vereniging komen aangezien er al een club met die naam bestond. Na veel wikken en wegen werd er voor FIT gekozen. Met hoofdletters dus en zonder puntjes. Tevens werden de welbekende oranje-zwarte kleuren aangenomen.
Al snel, in september van 1923, trad de club toe tot de Jeugd-Voetbal-Bond-Amsterdam. Echter stapte FIT een jaar later over naar de Amsterdamsche Volks Voetbalbond en werd samen met de vereniging Schollenbrug een heus grasveld aan de Groenelaan in gebruik genomen. Deze vreugde was echter van korte duur, want reeds na enkele weken werd het veld afgekeurd en moest men weer terug naar het zand. Schollenbrug overleefde deze teleurstelling niet waardoor verscheidene leden en bestuursleden lid werden van FIT.
Na enige jaren met wisselend succes in de ‘Volks’ te hebben gespeeld, ging FIT over naar de Amsterdamsche Voetbalbond (AVB) en verhuisde toen naar het destijds roemruchte terrein Middenweg 86. Het jongensclubje was eind jaren ‘20 met zes elftallen al een flinke knaap geworden. In 1929 werd de club voor het eerst kampioen in de derde klasse van de AVB. En bijna werd in 1931 de eerste klasse bereikt. Maar dat mislukte doordat het AVB-bestuur besloot om het heropgerichte RODI die plek te geven.
Datzelfde jaar moest FIT op zoek naar een nieuw veld vanwege een ‘huurverbod’ voor de Middenweg 86. Uiteindelijk werd deze iets verderop gevonden aan de Middenweg 187, tegenover de Oosterbegraafplaats (Amsterdam). Zeg maar waar tegenwoordig SC Overamstel en WV-HEDW liggen op Sportpark Middenmeer met de entree aan de Middenweg. Dus als je op het 3e veld van WV-HEDW moet voetballen, weet dan dat je op voor FIT historische grond speelt.
Terwijl de crisis van de jaren ’30 om zich heen greep, ging het FIT voor de wind. Met dubbeltjes, kwartjes en obligaties van één gulden werd het benodigde geld bijeen geschraapt voor een eigen clubgebouw. Een unicum in die tijd. Het verenigingsleven bij FIT bloeide op en in 1936 werd het kampioen van de 2e klasse. FIT won dat seizoen alle wedstrijden op één na: de eerste. In de laatste jaren voor de oorlog speelde FIT regelmatig om de prijzen op het hoogste niveau in Amsterdam. Regelmatig werden spelers van FIT uitgenodigd voor het AVB-elftal, destijds een heel grote eer. Maar helaas lukte het niet om door te dringen tot de ‘grote bond’: de NVB, tegenwoordig bekend als de KNVB.

### Oorlogsjaren van de club
Tijdens de oorlogsjaren had FIT het zeer lastig. Maar het was binnen de AVB – zeker in de beginjaren van de Duitse bezetting – nog een van de toonaangevende clubs. En dat was een behoorlijk knappe prestatie. Zeker als je bedenkt dat in het seizoen 1940/1941 maar liefst 203 clubs uit Amsterdam en omgeving lid waren van de AVB, wat tegenwoordig niet meer voorstelbaar is.

## Jelle Posthuma, voorzitter en verzetsheld
Een van de roemruchtste bestuursleden van FIT werd midden jaren 20 lid: Jelle Posthuma. Samen met enkele anderen was hij overgekomen van de ter ziele gegane vereniging Schollenbrug
Johannes Posthuma, roepnaam Jelle, werd op 29 augustus 1906 geboren in Amsterdam als oudste zoon van Jelle Meiles Posthuma en Elizabeth de Boer. Zijn ouders zijn afkomstig uit Drenthe en Friesland. Hij heeft een zus die Eldertje heet en vier broers: Willem, Simon, Meile en Jacob. De laatste is na de oorlog nog enige tijd wedstrijdsecretaris van FIT. Jelle trouwt op 27 augustus 1936 met de in 1914 in Amsterdam geboren Jacoba Johanna Celie. Ze krijgen twee kinderen: een zoon die Robby heet en een dochter genaamd Greet.
Jelle werkte als kantoorbediende in het Scheepvaarthuis in Amsterdam. In 1933 werd hij ook lid van de CPN, de Communistische Partij Nederland. Jelle was een begenadigd spreker en organisator. Het was dan ook logisch dat hij, amper 30 jaar oud, voorzitter wordt van zijn geliefde voetbalvereniging FIT.
Als de Duitsers Nederland binnenvallen woont Jelle met zijn gezin aan de Bataviastraat 4. Vanaf 1940 werkt hij mee aan het drukken en verspreiden van het door de Duitse bezetter illegaal verklaarde dagblad De Waarheid (krant). Inmiddels is het gezin Posthuma verhuist naar Zwanenburg en daar was dan ook een stencilpost gevestigd, waar naast De Waarheid ook illegale kaderbladen voor de CPN werden vervaardigd.
Als reactie op de Duitse bezetting ontstaat er overal in Nederland verzet. Dit neemt vanaf 1941 steeds grotere vormen aan, waarna zowel het geweld vanuit de verzetshoek als vanuit Duitse kant escaleert. De Duitsers maken actief jacht op verzetsmensen en sluiten ze op in gevangenissen in bezet Nederland of concentratiekampen.
Op de ochtend van 25 februari 1941 stonden de trams stil in Amsterdam. Tezelfdertijd verspreidden aanhangers van de CPN, waaronder Jelle Posthuma en zijn vrouw, het manifest 'Staakt, staakt, staakt!!!' onder Amsterdamse bedrijven. Aanleiding van de staking waren de eerste razzia's in Amsterdam waarbij honderden Joodse mannen opgepakt werden. De staking breidde zich als een olievlek uit over de stad. Rond het middaguur van de 25e was de algemene staking een feit. De staking die als de Februaristaking in de geschiedenisboeken staat was een staking op 25 en 26 februari 1941 die begon in Amsterdam en zich uitbreidde naar andere steden in het westen van Nederland. Het was de eerste grootschalige verzetsactie tegen de Duitse bezetter in Nederland. De staking was het enige massale en openlijke protest tegen de Jodenvervolging in bezet Europa.
Op 7 februari 1943 wordt Jelle Posthuma met zijn vrouw in Rotterdam door de bezetter gearresteerd wegens het drukken en verspreiden van illegale bladen. Hij zit dan korte tijd gevangen in het huis van bewaring Noordsingel in Rotterdam om daarna verplaatst te worden naar Kamp Amersfoort. Hij verblijft daar tot 24 februari waarna hij getransporteerd wordt naar Kamp Vught. Hoe lang hij daar is gebleven is niet precies bekend, maar in juli wordt hij gevangen gezet in het Oranjehotel. Uiteindelijk wordt Jelle Posthuma samen met vijf andere verzetsstrijders op 10 augustus 1943 op de Waalsdorpervlakte gefusilleerd.
Na de oorlog wonen zijn vrouw met zoontje en dochtertje op de Baweanstraat 24-2. Het is vanaf dit adres dat de opgegraven stoffelijke resten van Posthuma in 1946 worden herbegraven. Hij krijgt een plaats op de Nieuwe Oosterbegraafplaats, locatie 2e kl, vak 76-95. Dichtbij de plek waar een jaar na zijn dood zijn geliefde FIT een nieuwe accommodatie vindt op Sportpark Drieburg/Weesperzijde. Vanaf 1946 vindt daar jaarlijks het in Amsterdam vermaarde Jelle Posthuma-toernooi plaats. De winnaar ontving de Jelle Posthuma-bokaal. Deze beker werd gemaakt van pokhout en moest lang meegaan. De originele bokaal is tegenwoordig te bezichtigen in het Verzetsmuseum Amsterdam. Het museum is gevestigd in gebouw Plancius aan de Plantage Kerklaan, tegenover de hoofdingang van Artis.

## Standaardelftal
Het laatste seizoen dat het standaardelftal actief was was in het seizoen 2016/17, waar het uitkwam in de Vijfde klasse zondag van het KNVB-district West-I. FIT kwam voornamelijk in de Amsterdamsche Voetbalbond (AVB) uit. Uitgezonderd een periode in de jaren ‘60 en ‘70 waar de club in de vierde klasse van de KNVB speelde en na de opheffing van de lokale bonden in 1996 waarna FIT altijd uitkwam op het laagste amateurniveau, één seizoen uitgezonderd.

## Korte documentaire
Op 23 januari 2023 bestond AVV FIT 100 jaar. Een hele prestatie, want het aantal clubs in Amsterdam die dat bereikt hebben zonder fusies zijn schaars.
Ter ere van het 100-jarig jubileum werd er naast dat er een groot feest gegeven werd ook een korte documentaire gemaakt genaamd “De mannen van FIT”.
https://youtu.be/1WUtmmIjV_0
Met bijdragen van Jan van Hemert, Fokke Maijer, Ruud Slotboom en Bert Steghuis.

## Competitieresultaten 1962–2017
| 2 4E |

| 6 4F |

| 5 4F |

| 10 4D |

| 4 4D |

| 9 4F |

| 5 4F |

| 9 4E |

| 11 4F |

| 3 4F |

| 8 4E |

| 8 4E |

| 11 4E |

| 11 4F |

|  |

|  |

|  |

|  |

|  |

|  |

|  |

|  |

|  |

|  |

|  |

|  |

|  |

|  |

|  |

|  |

|  |

|  |

|  |

|  |

|  |

| 4 6A |

|  |

|  |

| 3 6B |

| 3 5B |

| 12 4E |

| 10 5F |

| 10 5F |

| 9 5F |

| 11 5E |

| 6 5E |

| 6 5E |

| 10 5E |

| 7 5F |

| 8 5F |

| 10 5D |

| 7 5D |

| 9 5C |

| 12 5B |

| 8 5D |

| 12 5D |

1962: FIT verliest de beslissingswedstrijd om het klassekampioenschap in 4E van AVV SDZ.
| Vierde klasse | Vijfde klasse | Zesde klasse |

Voormalig: AFC "Sport" · Ambon · FC Amsterdam · V.V. Amsterdam · ASSV · VV De Beursbengels · FC Blauw-Wit Amsterdam · Blauw-Wit Osdorp · B.P.C. · CDW · FC Chabab · D.E.C. · VV DIB · D.N.C. · DWV · SC De Eland · Energia · SC Fenerbahçe · ASV De Germaan · KBV · N.E.C. '75 · AFC Neerlandia · Neerlandia/SLTO · New Amsterdam · FC Nieuwendam · SC Nieuwendam · ODOS · Oriënt · P en T · RAP · SCZ '58 · Sparta Amsterdam · Sporting Amsterdam · Sporting Noord · SV Osdorp · Osdorp/Sport · SLTO · Avv SPORT · Türkiyemspor · De Volewijckers · Volharding · SC Voorland · ZRC Herenmarkt